# 王守
王守（1492年—1550年），字履约，號涵峰，南直隶苏州府吴县人，民籍。明朝政治人物。

## 生平
正德十四年（1519年）己卯科应天府鄉試舉人，嘉靖五年（1526年）丙戌科第三甲第二十四名進士。授宁波府推官，岁末又掌鄞、象山二县事。八年九月选授户科给事中，十年闰六月与刑部主事朱子和主考江西乡试，十月升工科右给事中，十一年三月升刑科左，奉命赴延绥随军纪功。十二年七月升吏科都，十三年八月升太常寺少卿提督四夷馆，改太仆寺少卿，十七年八月升大理寺左少卿，十八年十一月升南京光禄寺卿，二十二年二月升都察院右佥都御史、提督抚治郧阳，二十三年五月改任提督南京粮储右佥都御史，丁忧归。服阕，二十七年三月起补总理河道右佥都御史，十一月升南京都察院右副都御史、协理院事，嘉靖二十九年冬十一月卒于官，享年五十九。著有《石湖集》。

## 家族
其先吴江人，本章姓，父为后于王氏，遂为吴县人。弟王宠，字履仁，更字履吉，与文徵明、唐寅为友，以年资贡入太学，仅四十而卒。
王守仲子王玄成。